# 260
| [ Edytuj tabelę ] |                                       |
| Władca Korei      | - 248 Chungch’ŏn 270                  |
| Papież            | - 259 Dionizy 268                     |
| Król Persji       | - 241 Szapur I 272                    |
| Cesarz Rzymu      | - 253 Walerian I 260 - 253 Galien 268 |

Rok 260 / CCLX
stulecia: II wiek ~
III wiek ~
IV wiek

lata: 250 «
255 «
256 «
257 «
258 «
259 «
260
» 261
» 262
» 263
» 264
» 265
» 270

## Wydarzenia
Bliski Wschód
- Szapur I, król perski z dynastii Sasanidów, pokonał rzymską armię pod Edessą. Cesarz Walerian trafił do niewoli perskiej.

Cesarstwo Rzymskie
- 17 września – Makrian II i Kwietus wspólnie ogłoszeni przez armię cesarzami rzymskimi po klęsce Waleriana.
- Alamanowie i Frankowie przekroczyli Ren.
- Galien stłumił rebelie w Panonii.
- Galien wydał edykt o tolerancji religijnej.
- Persowie zajęli Cylicję i Kapadocję.
- Porfiriusz usystematyzował naukę Plotyna (data przybliżona).

## Urodzili się
- Euzebiusz z Cezarei, jeden z pierwszych historyków Kościoła

## Zmarli
- Cao Jie, chińska cesarzowa (ur. 197).
- Ingenuus, rzymski uzurpator w Panonii.
- Mazabanes z Jerozolimy, biskup.
- Regalian, rzymski uzurpator w Panonii.
- Salonin, młodszy syn cesarza Galiena (ur. ~242).